# Fernando de Diego
Fernando de Diego de la Rosa (Guadalajara, 2 de noviembre de 1919 - Zaragoza, 1 de julio de 2005) fue un periodista y filólogo español, traductor del inglés y el francés y principal traductor de obras de literatura en español al esperanto. Miembro de honor de la UEA, es autor del Gran Diccionario Español-Esperanto. Durante muchos años vivió en Venezuela y posteriormente en Polonia, antes de regresar a España.
Entre sus obras traducidas se encuentran las siguientes obras:
- La tierra de Alvargonzález de Antonio Machado (1969)
- Romancero gitano de Federico García Lorca (1971)
- Rimas de Gustavo Adolfo Bécquer (1972)
- El árbol de la ciencia de Pío Baroja (1973)
- Doña Bárbara de Rómulo Gallegos (1975)
- El ingenioso hidalgo Don Quijote de la Mancha de Miguel de Cervantes (1977), editada en versión completa por la Fundación Esperanto
- Hierro en barras de Encarnación Ferré (1983)
- Retrincos de Castelao (1983)
- La familia de Pascual Duarte de Camilo José Cela (1985)
- Cien años de soledad de Gabriel García Márquez (1992)
- El malvado Carabel de Wenceslao Fernández Flórez (1993)
- Tirano Banderas de Ramón María del Valle-Inclán (1993)
- La agricultura de la zona tropical de Andrés Bello (1995)
- Veinte poemas de amor y una canción desesperada, de Pablo Neruda (1997)

Otras traducciones han sido publicadas en antologías:
- Astura bukedo, antología de obras de autores asturianos (1987)
- Sentempa simfonio, antología de poesías españolas de todos los tiempos (1987)

También ha traducido obras del francés (Honoré de Balzac, Guy de Maupassant) y del inglés (Robert Louis Stevenson, Ernest Hemingway o Jack London)
También es autor de ensayos originales, y de dos obras básicas relacionadas con el aprendizaje del esperanto:
- Nuevo método de Esperanto para clases y autodidactas (1992)
- Gran Diccionario Español-Esperanto (2003)